# Place Saint-Jacques (Toulouse)
Place Geneviève-de-Galard
Pour les articles homonymes, voir Place Saint-Jacques.
La place Saint-Jacques (en occitan : plaça de Sant Jacme) et la place Geneviève-de-Galard (en occitan : plaça Geneviève de Galard) sont deux voies de Toulouse, chef-lieu de la région Occitanie, dans le Midi de la France.

## Situation et accès

### Description
La place Saint-Jacques et la place Geneviève-de-Galard sont deux voies publiques. Elles se situent dans le quartier Saint-Étienne.
La place Saint-Jacques forme un triangle irrégulier d'environ 3 200 m2. Le côté nord, long d'environ 60 m, est formé par la rue Saint-Jacques qu'elle reçoit du côté ouest, et donne naissance à la rue Alexandre-Bida. Le côté sud, long d'environ 115 m, est quant à lui formé par la rue Montoulieu-Saint-Jacques. Le côté ouest, enfin, est long d'environ 85 m. Le cœur de la place est occupée par une aire de stationnement.
La chaussée compte une voie de circulation automobile en sens unique, de la rue Saint-Jacques vers les rues Alexandre-Bida et Montoulieu-Saint-Jacques au nord, et une voie de circulation automobile dans chaque sens entre la rue Montoulieu-Saint-Jacques et les allées Forain-François-Verdier au sud. La place Saint-Jacques est définie comme une zone de rencontre et la vitesse y est limitée à 20 km/h. Il n'existe pas de bande, ni de piste cyclable, quoique les voies en sens unique soient en double-sens cyclable.

### Voies rencontrées
La place Saint-Jacques rencontre les voies suivantes, dans l'ordre des numéros croissants :
1. Rue Saint-Jacques
2. Rue Alexandre-Bida
3. Rue Montoulieu-Saint-Jacques

### Transports
La place Saint-Jacques et la place Geneviève-de-Galard ne sont pas directement desservies par les transports en commun. Elles débouchent cependant, à l'est, sur les allées Forain-François-Verdier, parcourues par la ligne de Linéo L9 et la ligne de bus 29. Plus au nord, au carrefour du boulevard Lazare-Carnot, se trouvent également la station François-Verdier, sur la ligne de métro , et les arrêts des lignes de Linéo L1L8L9 et de bus 29. À l'est, le Boulingrin est parcouru par les lignes de bus 294466. Enfin, à l'ouest, la rue Théodore-Ozenne, desservie par la ligne de bus 44 et la navette Ville, aboutit à la place des Carmes, où se trouve la station du même nom, sur la ligne de métro .
La station de vélos en libre-service VélôToulouse la plus proche est la station no 44 (1 allées Forain-François-Verdier).

## Odonymie

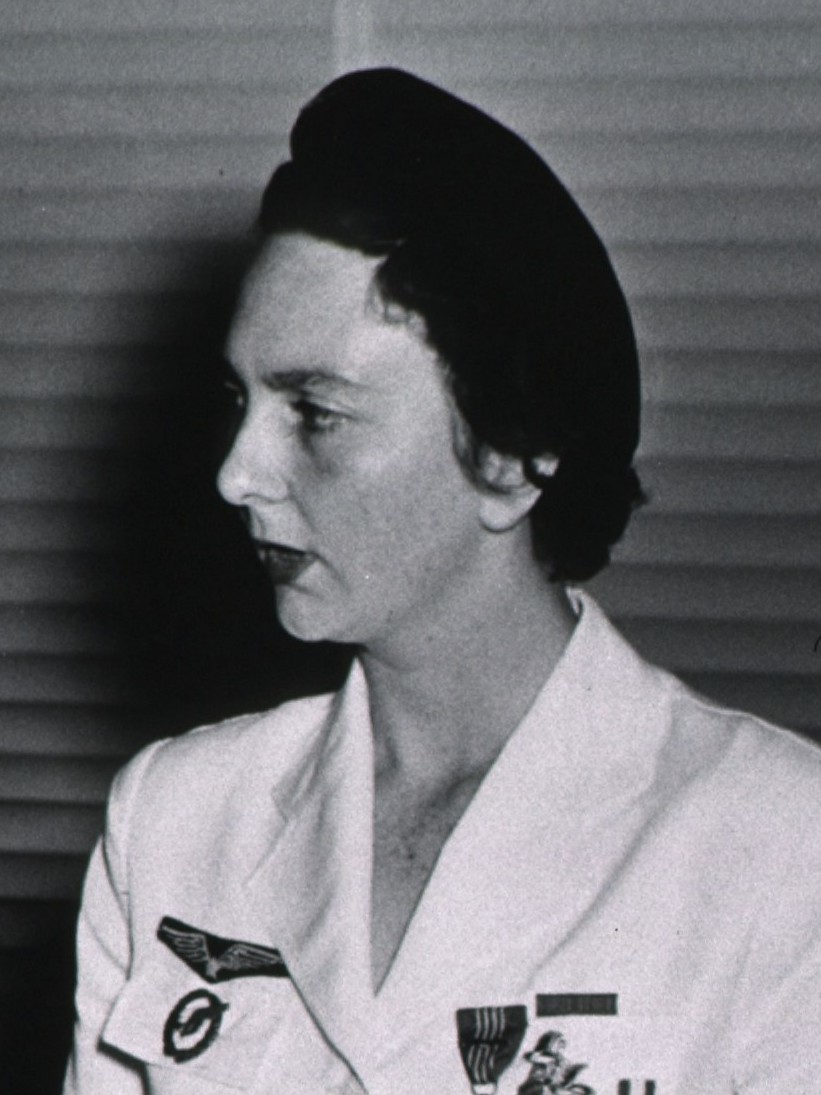
Geneviève de Galard par Sam Silverman (1954, National Library of Medicine).

La place n'a pris de nom que le 12 avril 1947. Elle le doit à la proximité de la rue Saint-Jacques, qui longe le côté nord de la place : ce nom lui venait d'une église placée sous l'invocation de l'apôtre Jacques, qui se trouvait près de la cathédrale Saint-Étienne, au cœur d'un vaste groupe cathédral délimité par les actuelles rues Alexandre-Bida, Saint-Jacques et Pierre-de-Fermat. Elle fut démolie en 1811 lors du percement de la rue Sainte-Anne,.
En 2021, le côté est de la place, face au débouché de la rue Alexandre-Bida, a reçu par décision du conseil municipal du 22 octobre le nom de Geneviève de Galard (née en 1925), infirmière militaire qui, durant la guerre d'Indochine, fut surnommée « l'ange de Dien Bien Phu ».

## Histoire
En 2022, un parvis est aménagé face à la porte de la cour administrative d'appel.

## Patrimoine et lieux d'intérêt

### Rempart gallo-romain
Inscrit MH (1990), puis  Classé MH (2022).

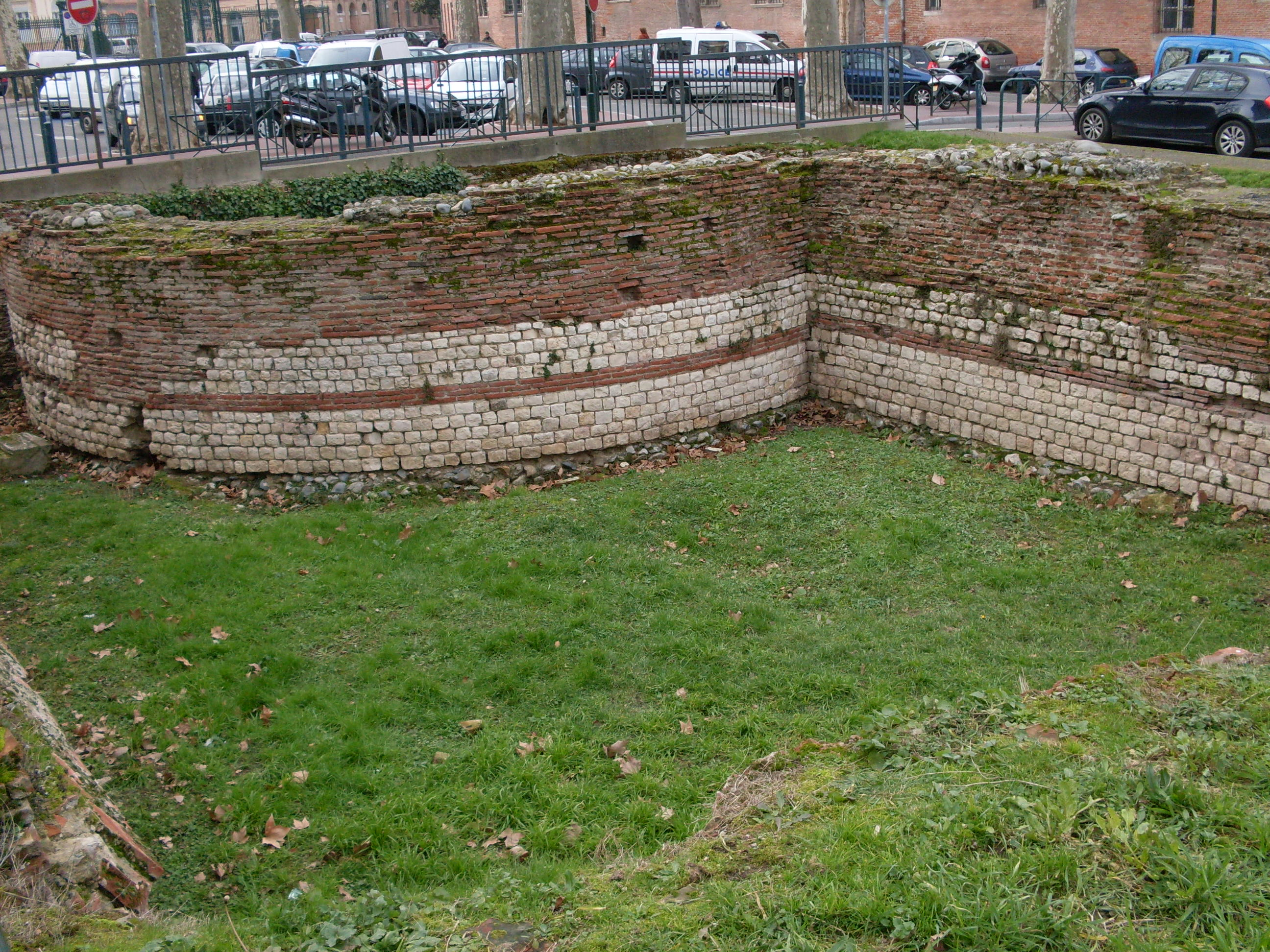
Vestiges du rempart gallo-romain.

En 1973, la démolition d'un immeuble à l'angle de la place Saint-Jacques et de la rue Alexandre-Bida (actuels no 1-3 de cette rue) permet de mettre au jour une tour et un pan du mur du rempart gallo-romain de la cité de Tolosa, construit au Ier siècle, probablement dans les années 20-30 sous le règne de l'empereur Tibère. À la suite de fouilles archéologiques, le projet immobilier est abandonné et les vestiges sont laissés visibles. Ils sont ensuite inscrits à l'inventaire supplémentaire des monuments historiques en 1990, puis classés au titre des monuments historiques en 2022.
Le rempart, long de 3 km, enserrait une superficie de 90 hectares. Il ne s'agissait pas à l'origine d'une muraille protectrice, mais plutôt d'une enceinte de prestige, manifestant l'importance de la cité vis-à-vis de ses voisines. C'est à partir de la fin de l'Antiquité et au Moyen Âge que le rempart gallo-romain trouve une utilisation défensive. Cette partie du rempart est probablement démolie vers 1860, lors de l'aménagement de la place Saint-Jacques et de la construction de nouveaux immeubles. Un immeuble voisin (actuel no 5 rue Alexandre-Bida) conserve également les restes d'une tour ronde.
Le rempart repose sur une fondation de galets de Garonne. Il est constitué, en partie basse, d’un parement de petits moellons de calcaire, séparé par trois arases de briques. Au-dessus, la construction n'est qu'en briques. Les tours, quant à elles, ont un diamètre extérieur de 10 mètres et elles s'élevaient probablement sur 7 mètres.

### Hôtel de Lestang
Inscrit MH (1947, façade sur la place Saint-Jacques).

#### Ouvrages généraux
- Jules Chalande, « Histoire des rues de Toulouse », Mémoires de l'Académie des Sciences et Belles-Lettres de Toulouse, 11e série, tome VIII, Toulouse, 1922, p. 137-145 ; et 12e série, tome III, Toulouse, 1925, p. 338-341.
- Pierre Salies, Dictionnaire des rues de Toulouse, 2 vol., éd. Milan, Toulouse, 1989  (ISBN 978-2-8672-6354-5).

#### Ouvrages spécialisés
- Quitterie Cazes, « Les fouilles du Rectorat à Toulouse », Mémoires de la Société archéologique du Midi de la France, tome XLIX, 1989, p. 7-44.
- Quitterie Cazes, Le quartier canonial de la cathédrale Saint-Étienne de Toulouse, dans Archéologie du Midi médiéval, supplément no 2, 1998, p. 1-194.